# NXT The Great American Bash

## Ediciones

### 2020
El 24 de junio de 2020, WWE anunció que un octavo Great American Bash tendría lugar como un evento de dos semanas durante los episodios del 1 y el 8 de julio de WWE NXT. Una lucha programada para el 8 de julio será un Champion vs. Champion entre Adam Cole y Keith Lee por el Campeonato de NXT y el Campeonato Norteamericano de NXT. El anuncio se produjo poco después de que All Elite Wrestling anunciara que su próximo Fyter Fest se llevaría a cabo durante los episodios semanales de Dynamite (que compite directamente con NXT) en las mismas noches.

#### Día 1: 1 de julio
- Tegan Nox derrotó a Dakota Kai, Mia Yim y Candice LeRae y ganó una oportunidad por el Campeonato Femenino de NXT (20:37).
  - Yim cubrió a LeRae después de un «Protect Ya' Neck».
  - Kai cubrió a Yim con un «Roll-Up».
  - Nox cubrió a Kai después de un «The Shiniest Wizard».
- Timothy Thatcher derrotó a Oney Lorcan (11:32).
  - Thatcher forzó a Lorcan a rendirse con un «Fujiwara Armbar».
- Rhea Ripley derrotó a Aliyah & Robert Stone en un 2-on-1 Handicap Match (10:03).
  - Ripley forzó a ambos a rendirse con un «Prism Trap».
  - Como resultado, Ripley no tendrá que unirse a la marca de Robert Stone.
- Dexter Lumis derrotó a Roderick Strong en un Strap Match (16:00).
  - Lumis forzó a Strong a rendirse con un «Kata-gatame».
  - Durante la lucha, Bobby Fish interfirió a favor de Strong.
- La Campeona Femenina de NXT Io Shirai derrotó a Sasha Banks (con Bayley) (14:01).
  - Shirai cubrió a Banks después de un «Asai Moonsault».
  - Durante la lucha, Bayley interfirió a favor de Banks, mientras que Asuka interfirió a favor de Shirai.
  - Después de la lucha, Asuka celebró con Shirai.
  - El Campeonato Femenino de NXT de Shirai no estuvo en juego.

#### Día 2: 8 de julio
- Candice LeRae derrotó a  Mia Yim en un Street Fight Match (15:51).
  - LeRae cubrió a Yim después de un «La Quebrada» sobre una pila de sillas.
- Bronson Reed derrotó a Tony Nese (5:18).
  - Reed cubrió a Nese después de un «Death Drop Driver».
- Johnny Gargano derrotó a Isaiah "Swerve" Scott (14:18).
  - Gargano cubrió a Scott después de un «One Final Beat».
- Legado Del Fantasma (Santos Escobar, Raúl Mendoza & Joaquin Wilde) derrotaron a Drake Maverick y Breezango (Fandango & Tyler Breeze) (10:38).
  - Escobar cubrió a Maverick después de un «Phantom Driver».
- Mercedes Martínez derrotó a Santana Garrett (2:39).
  - Martinez cubrió a Garrett después de un «Bull Run».
- El Campeón Norteamericano de NXT Keith Lee derrotó a Adam Cole y ganó el Campeonato de NXT (19:55).
  - Lee cubrió a Cole después de un «Spirit Bomb» y un «Big Bang Catastrophe».
  - Ambos títulos estuvieron en juego.

### 2021
NXT The Great American Bash 2021 tuvo lugar el 6 de julio de 2021 desde el Capitol Wrestling Center en Orlando, Florida.

#### Resultados
- MSK (Wes Lee & Nash Carter) derrotaron a Tommaso Ciampa & Timothy Thatcher y retuvieron el Campeonato en Parejas de NXT (11:53).[2]
  - Lee cubrió a Thatcher con un «Roll-Up».
- L.A. Knight derrotó a Cameron Grimes y retuvo el Campeonato del Millón de Dólares (13:14).[3]
  - Knight cubrió a Grimes después de un «B.F.T.».
  - Como resultado, Grimes se convirtió en el asistente personal de Knight.
- Io Shirai & Zoey Stark derrotaron a The Way (Candice LeRae & Indi Hartwell) y ganaron el Campeonato Femenino en Parejas de NXT (7:58).[4]
  - Stark cubrió a Hartwell después de un «K360».
  - Durante la lucha, Tegan Nox hizo su regreso interfiriendo a favor de Shirai & Stark.
  - Después de la lucha, Nox atacó a LeRae.
- Adam Cole derrotó a Kyle O'Reilly (20:33).[5]
  - Cole cubrió a O'Reilly después de un «Panama Sunrise», seguido de un «Last Shot».

### 2022
NXT The Great American Bash 2022 tuvo lugar el 5 de julio de 2022 desde el Capitol Wrestling Center en Orlando, Florida.

#### Resultados
- Cora Jade & Roxanne Perez derrotaron a Toxic Attraction (Gigi Dolin & Jacy Jayne) (con Mandy Rose) y ganaron el  Campeonato Femenino en Parejas de NXT (10:29).[8]
  - Perez cubrió a Dolin después de un «Pop Rocks».
  - Durante la lucha, Rose interfirió a favor de Toxic Attraction, pero fue expulsada por el árbitro.
- Trick Williams derrotó a Wes Lee (3.46).
  - Williams cubrió a Lee después de un «Cyclone Kill».
- Tiffany Stratton derrotó a Wendy Choo (5:05).
  - Stratton cubrió a Choo después de un «Vader Bomb».
- Carmelo Hayes (con Trick Williams) derrotó a Grayson Waller y retuvo el Campeonato Norteamericano de NXT (11:43).[9]
  - Hayes cubrió a Grimes después de un «Tail Whip».
  - Durante la lucha, Williams interfirió a favor de Hayes, mientras que Wes Lee interfirió a favor de Waller.
- The Creed Brothers (Julius Creed & Brutus Creed) derrotaron a Diamond Mine (Roderick Strong & Damon Kemp) y retuvieron el Campeonato en Parejas de NXT (12:13).[10]
  - Julius cubrió a Kemp después de un «Clothesline».
- Bron Breakker derrotó a Cameron Grimes y retuvo el Campeonato de NXT (12:33).[11]
  - Breakker cubrió a Grimes después de un «Spear».
  - Después de la lucha, JD McDonagh atacó a Breakker.[12]

### 2023
NXT The Great American Bash 2023 tuvo lugar el 30 de julio de 2023 desde el H-E-B Center at Cedar Park en Cedar Park, Texas.

#### Resultados
- Kick-Off: Nathan Frazer, Dragon Lee, Valentina Feroz & Yulisa León derrotaron a The Meta-Four (Noam Dar, Oro Mensah, Jakara Jackson & Lash Legend) (10:51).[13]
  - Lee cubrió a Mensah después de un «Dragon Driver».
- The D'Angelo Family (Tony D'Angelo & Channing «Stacks» Lorenzo) derrotó a Gallus (Mark Coffey & Wolfgang) (con Joe Coffey) y ganó el Campeonato en Parejas de NXT (8:43).[14][15][16]
  - D'Angelo cubrió a Mark después de un «Forget About It».
  - Durante la lucha, Joe interfirió a favor de Gallus.
- Roxanne Perez derrotó a Blair Davenport en un Weapons Wild Match (11:49).[17]
  - Perez cubrió a Davenport después de un «Pop Rocks» sobre unas sillas.
- La lucha entre Baron Corbin vs. Gable Steveson terminó sin resultado (6:32).[18]
  - El árbitro declaró sin resultado cuando ambos no regresaron al ring luego del conteo de 10.
  - Después de la lucha, Corbin y Steveson se atacaron mutuamente.
- Dominik Mysterio (con Rhea Ripley) derrotó a Wes Lee y Mustafa Ali y retuvo el Campeonato Norteamericano de NXT (12:05).[19][20][21]
  - Mysterio cubrió a Lee después de un «Frog Splash».
  - Durante la lucha, Ripley interfirió a favor de Mysterio.
- Tiffany Stratton derrotó a Thea Hail (con Andre Chase & Duke Hudson) en un Submission Match y retuvo el Campeonato Femenino de NXT (11:45).[22]
  - Stratton ganó la lucha después de que Chase lanzara la toalla mientras le aplicaba un «Half Crab» a Hail para detener la lucha.
- Carmelo Hayes (con Trick Williams) derrotó a Ilja Dragunov y retuvo el Campeonato de NXT (24:07).[23][24]
  - Hayes cubrió a Dragunov después de un «Melo Don't Miss».

### 2024
NXT The Great American Bash 2024 es un episodio especial que tuvo lugar el 30 de julio y 6 de agosto de 2024 desde el Capitol Wrestling Center en Orlando, Florida.

#### Noche 1: 30 de julio
- The Unholy Union (Alba Fyre & Isla Dawn) derrotó a The Meta-Four (Jakara Jackson & Lash Legend) (con Oro Mensah) y retuvo el Campeonato Femenino por Parejas de WWE (9:55).[27][28]
  - Dawn cubrió a Jackson después de un «Gory Bomb».
  - Durante la lucha, Mensah interfirió a favor de The Meta-Four.
- Tony D'Angelo (con Luca Crusifino, Channing «Stacks» Lorenzo & Adriana Rizzo) derrotó a Tavion Heights (con Charlie Dempsey & Myles Borne) y retuvo la Copa Heritage de NXT (8:32).[29][30][31]
  - D'Angelo ganó la lucha con un resultado de 2-1 en el Round 5.
    - D'Angelo cubrió a Heights después de un «Forget About It» (Round 3, 1-0).
    - Heights cubrió a D'Angelo después de un «Belly to Belly» (Round 4, 1-1).
    - D'Angelo cubrió a Heights después de un «Spinebuster» (Round 5, 2-1).

  - Durante la lucha, Wren Sinclair interfirió a favor de Heights.
- Cedric Alexander derrotó a Brooks Jensen (5:01).[32]
  - Alexander cubrió a Jensen después de un «Lumber Check».
- Jaida Parker derrotó a Kendal Grey (con Carlee Bright) (4:03).
  - Parker cubrió a Grey después de un «Hypnotic».
  - Durante la lucha, Myles Borne apareció junto a Wren Sinclair para encarar a Bright, pero fue atacado por Grey.
- Fallon Henley, Jacy Jayne & Jazmyn Nyx derrotaron a Lola Vice, Sol Ruca & Karmen Petrovic (12:57).[33]
  - Henley cubrió a Petrovic después de un «Big Ending».
- Roxanne Perez derrotó a Thea Hail (con Chase U) y retuvo el Campeonato Femenino de NXT (11:21).[34][35][36]
  - Perez cubrió a Hail después de un «Pop Rocks».

#### Noche 2: 6 de agosto
- Pete Dunne derrotó a Trick Williams (12:59).[37][38]
  - Dunne cubrió a Williams después de un «Bitten End».
- Kelani Jordan derrotó a Tatum Paxley y retuvo el Campeonato Norteamericano Femenino de NXT (10:03).[39]
  - Jordan cubrió a Paxley después de un «Frog Splash».
  - Después de la lucha, Wendy Choo atacó a Paxley.
- Ethan Page derrotó a Oro Mensah (con Jakara Jackson & Lash Legend) y retuvo el Campeonato de NXT (9:10).[40][41]
  - Page cubrió a Mensah después de un «Ego's Edge».
  - Durante la lucha, The Meta-Four interfirió a favor de Mensah.
- Joe Hendry derrotó a Joe Coffey (con Mark Coffey & Wolfgang) (8:12).[42]
  - Hendry cubrió a Coffey después de un «Standing Ovation».
  - Durante la lucha, Gallus interfirió a favor de Coffey.
- Wren Sinclair (con Charlie Dempsey & Myles Borne) derrotó a Kendal Grey (con Carlee Bright) (4:15).[43][44]
  - Sinclair cubrió a Grey después de un «Facebuster».
  - Durante la lucha, Borne interfirió a favor de Sinclair.
  - Como resultado, Sinclair se unió a No Quarter Catch Crew.
- Axiom & Nathan Frazer derrotaron a MSK (Wes Lee & Nash Carter) (con Trey) y retuvieron el Campeonato en Parejas de NXT (10:31).[45][46][47]
  - Axiom cubrió a Lee después de un «Golden Ratio».
  - Después de la lucha, Lee atacó a Carter y Trey.

### 2025
NXT The Great American Bash 2025 tuvo lugar el 12 de julio de 2025 desde el Center Stage en Atlanta, Georgia. Enfrentandose a All In un evento en directo producido por AEW.

#### Resultados
- Je'Von Evans derrotó a Jasper Troy (13:38).[48]
  - Evans cubrió a Troy con un «Roll-Up».
- Sol Ruca (con Zaria) derrotó a Izzi Dame (con Tatum Paxley) y retuvo el Campeonato Norteamericano Femenino de NXT (11:43).[49]
  - Ruca cubrió a Dame después de un «Sol Snatcher».
  - Durante la lucha, Paxley interfirió a favor de Dame, mientras que Zaria lo hizo a favor de Ruca.
- Ethan Page derrotó a Ricky Saints en un Falls Count Anywhere Match y retuvo el Campeonato Norteamericano de NXT (14:48).[50]
  - Page cubrió a Saints después de un «Ego's Edge» sobre dos mesas.
  - Durante la lucha, Jasper Troy atacó a Saints.
- Oba Femi derrotó a Yoshiki Inamura (con Josh Briggs) y retuvo el Campeonato de NXT (13:18).[51]
  - Femi cubrió a Inamura después de un «Fall From Grace».
  - Durante la lucha, Briggs interfirió a favor de Inamura.
- Jordynne Grace & Blake Monroe derrotaron a Fatal Influence (Jacy Jayne & Fallon Henley) (con Jazmyn Nyx) (16:31).[52]
  - Monroe cubrió a Jayne después de un «Storm Zero».
  - Durante la lucha, Nyx interfirió a favor de Fatal Influence, mientras que Masha Slamovich lo hizo a favor de Grace & Monroe.